# Collection (album av Nina Badrić)
Collection är ett samlingsalbum från den kroatiska sångerskan Nina Badrić släppt år 2003. Albumet innehåller 17 låtar. Materialet är taget från Badrićs tidigare album förutom låten "Ja sam vlak" som hon framför tillsammans med Emilija Kokić.

## Låtlista
1. Godine nestvarne
2. Da li ikada
3. Ja sam vlak
4. Ja za ljubav neću moliti
5. Budi tu
6. I'm so excited
7. Trebam te
8. Još i sad
9. Na kraj svijeta
10. Tko si ti
11. Nije mi svejedno
12. Nek ti bude kao meni
13. Ako kažeš da me ne voliš
14. Ostavljam ti sve
15. Što učinio si ti
16. Pomiluj jubav moju
17. Ne daj mi da odem